# والنتینا ایاکنکو
والنتینا ایاکنکو (روسی: Валентина Юрьевна Ивахненко؛ زادهٔ ۲۷ ژوئن ۱۹۹۳) تنیس‌باز اهل اوکراین است.